# Zebronia minoralis
Zebronia minoralis là một loài bướm đêm trong họ Crambidae.